# Rinaca tsinlingshanis
Rinaca tsinlingshanis is een vlinder uit de familie nachtpauwogen (Saturniidae), onderfamilie Saturniinae.
De wetenschappelijke naam van de soort is voor het eerst geldig gepubliceerd door Mell in 1939.